# Dean Kelley
Melvin Dean Kelley (Monmouth (Kansas), 23 de setembro de 1931 - Morton (Illinois), 13 de janeiro de 1996) foi um basquetebolista estadunidense que integrou a Seleção Estadunidense na conquista da Medalha de Ouro disputada nos XV Jogos Olímpicos de Verão em 1952 realizados em Helsínquia na Finlândia.